# Димитриадская митрополия
Димитриадская и Алмирская митрополия (греч. Ιερά Μητρόπολις Δημητριάδος) — епархия Элладской православной церкви. Центром епархии является город Волос в Греции.
В 2006 году митрополия в сотрудничестве с Богословским университетом Волоса учредила электронную библиотеку, содержащую духовную литературу на греческом, английском и других языках.

## Епископы
- Герман (Мавромматис) (10 августа 1907 — 14 июня 1935, присоединился к старостильникам)
- Иоаким (Алексопулос) (5 сентября 1935 — февраль 1957)
- Дамаскин (Хадзопулос) (7 ноября 1957 — 2 декабря 1968)
- Илия (Цакояннис) (6 декабря 1968 — 13 июля 1974)
- Христодул (Параскевидис) (14 июля 1974 — 28 апреля 1998)
- Игнатий (Георгакопулос) (с 10 октября 1998)

## Монастыри
- Монастырь Честного Предтечи (женский)